# Coppa Europa di bob 2022
La Coppa Europa di bob 2022, ufficialmente denominata IBSF Bobsleigh Europe Cup 2021/22, è stata l'edizione 2021-2022 del circuito continentale europeo del bob, manifestazione organizzata annualmente dalla Federazione Internazionale di Bob e Skeleton; è iniziata l'11 novembre 2021 a Lillehammer in Norvegia e si è conclusa il 15 gennaio 2022 a Winterberg in Germania.
Sono state disputate ventiquattro gare, otto per le donne e sedici per gli uomini, distribuite in sei tappe tenutesi in cinque differenti località. La tappa finale di Winterberg assegnò inoltre i titoli europei juniores 2022.

## Calendario
| Tappa  | Località    | Data                | Donne     | Uomini    | Uomini        |
| Tappa  | Località    | Data                | Bob a due | Bob a due | Bob a quattro |
| ------ | ----------- | ------------------- | --------- | --------- | ------------- |
| 1      | Lillehammer | 11–14 novembre 2021 | ●●        | ●●        | ●●            |
| 2      | Altenberg   | 26–27 novembre 2021 | ●         | ●         | ●             |
| 3      | Winterberg  | 26–27 novembre 2021 | ●●        | ●         | ●●            |
| 4      | Sigulda     | 11–12 dicembre 2021 | ●         | ●●        |               |
| 5      | Innsbruck   | 6–8 gennaio 2022    | ●         | ●         | ●●            |
| 6      | Winterberg  | 14–15 gennaio 2021  | ●         | ●         | ●             |
| Totale | Totale      | Totale              | 8         | 8         | 8             |

|  | Tappa valida anche per il campionato europeo juniores |

## Risultati

### Donne
| Data             | Località    | Specialità | Prime classificate                             | Seconde classificate                            | Terze classificate                             |
| ---------------- | ----------- | ---------- | ---------------------------------------------- | ----------------------------------------------- | ---------------------------------------------- |
| 13 novembre 2021 | Lillehammer | A due      | Stephanie Schneider Claudia Schüssler Germania | Lisa Buckwitz Lena Neunecker Germania           | Alena Osipenko Anna Parfenova Russia           |
| 14 novembre 2021 | Lillehammer | A due      | Lisa Buckwitz Marijana Herrmann Germania       | Stephanie Schneider Claudia Schüssler Germania  | Alena Osipenko Anna Parfenova Russia           |
| 27 novembre 2021 | Altenberg   | A due      | Lisa Buckwitz Vanessa Mark Germania            | Anne Spreeuwers Theresa Leitz Germania          | Lidija Hun'ko Iryna Liščyns'ka Ucraina         |
| 4 dicembre 2021  | Winterberg  | A due      | Stephanie Schneider Theresa Leitz Germania     | Margot Boch Sandie Clair/Carla Senechal Francia | Lisa Buckwitz Lena Neunecker Germania          |
| 5 dicembre 2021  | Winterberg  | A due      | Stephanie Schneider Theresa Leitz Germania     | Margot Boch Sandie Clair/Carla Senechal Francia | Lisa Buckwitz Lena Neunecker Germania          |
| 12 dicembre 2021 | Sigulda     | A due      | Stephanie Schneider Claudia Schüssler Germania | Anne Spreeuwers Theresa Leitz Germania          | Kim Yoo-ran Jeon Eun-ji Corea del Sud          |
| 8 gennaio 2022   | Innsbruck   | A due      | Maureen Zimmer Neele Schuten Germania          | Margot Boch Sandie Clair Francia                | Stephanie Schneider Claudia Schüssler Germania |
| 15 gennaio 2022  | Winterberg  | A due      | Stephanie Schneider Tamara Seer Germania       | Maureen Zimmer Anabel Galander Germania         | An Vannieuwenhuyse Sara Aerts Belgio           |

### Uomini
| Data             | Località    | Specialità | Primi classificati                                                           | Secondi classificati | Terzi classificati |
| ---------------- | ----------- | ---------- | ---------------------------------------------------------------------------- | --- | --- |
| 11 novembre 2021 | Lillehammer | A due      | Adam Dobeš Dominik Záleský Rep. Ceca                                         | Cédric Follador Nicola Mariani Svizzera | Michael Kuonen Marco Tanner Svizzera |
| 12 novembre 2021 | Lillehammer | A due      | Richard Oelsner Georg Fleischhauer Germania                                  | Michael Kuonen Fabio Badraun Svizzera | Cédric Follador Nicola Mariani Svizzera |
| 14 novembre 2021 | Lillehammer | A quattro  | Aleksej Stul'nev Dmitrij Zachrjapin Vladislav Žarovcev Kirill Antjuch Russia | Timo Rohner Fabian Wäschle Luca Rolli Maruan Giumma Svizzera                                                                                      | Michael Kuonen Sandro Ferrari Fabio Badraun Marco Tanner Svizzera                                                                             |
| 26 novembre 2021 | Altenberg   | A due      | Richard Oelsner Georg Fleischhauer Germania                                  | Jonas Jannusch Benedikt Hertel Germania | Aleksej Stul'nev Aleksandr Efimov Russia |
| 27 novembre 2021 | Altenberg   | A quattro  | Richard Oelsner Henrik Bosse Bastian Heber Georg Fleischhauer Germania       | Aleksej Stul'nev Il'vir Chuzin Dmitrij Zachrjapin Kirill Antjuch Russia e Jonas Jannusch Benedikt Hertel Marcel Kornhardt Joschua Tasche Germania | non assegnato |
| 3 dicembre 2021  | Winterberg  | A due      | Maximilian Illmann Philipp Wobeto Germania                                   | Richard Oelsner Georg Fleischhauer Germania | Sun Kaizhi Wu Qingze Cina |
| 4 dicembre 2021  | Winterberg  | A quattro  | Aleksej Stul'nev Dmitrij Zachrjapin Il'vir Chuzin Kirill Antjuch Russia      | Vjačeslav Popov Maksim Žestiankin Danil Alechanov Nikita Zacharčenko Russia                                                                       | Richard Oelsner Henrik Bosse Georg Fleischhauer Costa Laurenz Germania e Nico Semmler Christian Ebert Christopher Koch Rupert Schenk Germania |
| 5 dicembre 2021  | Winterberg  | A quattro  | Aleksej Stul'nev Dmitrij Zachrjapin Il'vir Chuzin Kirill Antjuch Russia      | Vjačeslav Popov Maksim Žestiankin Danil Alechanov Nikita Zacharčenko Russia                                                                       | Richard Oelsner Henrik Bosse Georg Fleischhauer Costa Laurenz Germania e Nico Semmler Christian Ebert Christopher Koch Rupert Schenk Germania |
| 11 dicembre 2021 | Sigulda     | A due      | Richard Oelsner Henrik Bosse Germania                                        | Emīls Cipulis Arnis Bebrišs Lettonia | Aleksej Stul'nev Aleksandr Efimov Russia |
| 12 dicembre 2021 | Sigulda     | A due      | Richard Oelsner Georg Fleischhauer Germania                                  | Emīls Cipulis Arnis Bebrišs Lettonia | Jonas Jannusch Joschua Tasche Germania |
| 6 gennaio 2022   | Innsbruck   | A due      | Richard Oelsner Georg Fleischhauer Germania                                  | Rudy Rinaldi Boris Vain Monaco | Mattia Variola Robert Mircea Italia |
| 7 gennaio 2022   | Innsbruck   | A quattro  | Jonas Jannusch Benedikt Hertel Felix Dahms Christian Röder Germania          | Aleksej Stul'nev Kirill Antjuch Vladislav Žarovcev Nikita Zacharčenko Russia                                                                      | Patrick Baumgartner Eric Fantazzini Alex Verginer Lorenzo Bilotti Italia                                                                      |
| 8 gennaio 2022   | Innsbruck   | A quattro  | Patrick Baumgartner Eric Fantazzini Alex Verginer Lorenzo Bilotti Italia     | Aleksej Stul'nev Kirill Antjuch Vladislav Žarovcev Nikita Zacharčenko Russia                                                                      | Vjačeslav Popov Maksim Žestiankin Il'vir Chuzin Egor Grjaznov Russia                                                                          |
| 14 gennaio 2022  | Winterberg  | A due      | Richard Oelsner Henrik Bosse Germania                                        | Philipp Zielasko Henrik Proske Germania | Jonas Jannusch Max Neumann Germania |
| 15 gennaio 2022  | Winterberg  | A quattro  | Nico Semmler Marvin Paul Oliver Peschk Rupert Schenk Germania                | Richard Oelsner Henrik Bosse Georg Fleischhauer Bastian Heber Germania                                                                            | Codie Bascue David Simon Boone Niederhofer Adrian Adams Stati Uniti                                                                           |

## Classifiche

### Sistema di punteggio[2]
| Piazzamento | 1   | 2   | 3   | 4  | 5  | 6  | 7  | 8  | 9  | 10 | 11 | 12 | 13 | 14 | 15 | 16 | 17 | 18 | 19 | 20 | 21 | 22 | 23 | 24 | 25 | 26 | 27 | 28 | 29 | 30 |
| Punti       | 120 | 110 | 102 | 96 | 92 | 88 | 84 | 80 | 76 | 72 | 68 | 64 | 60 | 56 | 52 | 48 | 44 | 40 | 37 | 34 | 31 | 28 | 25 | 22 | 20 | 18 | 16 | 14 | 12 | 10 |

### Bob a due donne
Per ragioni non note la gara disputatasi ad Altenberg non è stata inserita nel computo del punteggio di Coppa.
| Pos. | Pilota              | Nazione       | LIL-1 | LIL-2 | WIN-1 | WIN-2 | SIG | INN | WIN-3 | Punti |
| ---- | ------------------- | ------------- | ----- | ----- | ----- | ----- | --- | --- | ----- | ----- |
| 1    | Stephanie Schneider | Germania      | 1     | 2     | 1     | 1     | 1   | 3   | 1     | 812   |
| 2    | Lidija Hun'ko       | Ucraina       | 6     | 5     | 9     | 9     | 7   | 9   | 5     | 584   |
| 3    | Georgeta Popescu    | Romania       | 5     | 4     | 8     | 8     | DNS | 7   | 4     | 528   |
| 4    | Alena Osipenko      | Russia        | 3     | 3     | 5     | 5     | 5   | DNS | -     | 480   |
| 5    | Lisa Buckwitz       | Germania      | 2     | 1     | 3     | 3     | -   | -   | -     | 434   |
| 6    | Maureen Zimmer      | Germania      | -     | -     | 4     | 4     | -   | 1   | 2     | 422   |
| 7    | Kim Yoo-ran         | Corea del Sud | -     | -     | 6     | 6     | 3   | 5   | -     | 370   |
| 8    | Margot Boch         | Francia       | -     | -     | 2     | 2     | -   | 2   | -     | 330   |
| 9    | Olesja Koppel       | Russia        | -     | -     | 7     | 7     | 6   | DNS | -     | 256   |
| 10   | Anne Spreeuwers     | Germania      | 4     | DNS   | -     | -     | 2   | -   | -     | 206   |

### Bob a due uomini
| Pos. | Pilota             | Nazione   | LIL-1 | LIL-2 | ALT | WIN-1 | SIG-1 | SIG-2 | INN | WIN-2 | Punti |
| ---- | ------------------ | --------- | ----- | ----- | --- | ----- | ----- | ----- | --- | ----- | ----- |
| 1    | Richard Oelsner    | Germania  | 5     | 1     | 1   | 2     | 1     | 1     | 1   | 1     | 922   |
| 2    | Cédric Follador    | Svizzera  | 2     | 3     | 7   | 4     | 7     | 6     | 9   | 6     | 728   |
| 3    | Aleksej Stul'nev   | Russia    | 8     | 8     | 3   | 7     | 3     | 4     | 7   | 9     | 704   |
| 4    | Michael Kuonen     | Svizzera  | 3     | 2     | 5   | 8     | 6     | 5     | 12  | -     | 628   |
| 5    | Jonas Jannusch     | Germania  | -     | -     | 2   | 5     | 4     | 3     | 5   | 3     | 594   |
| 6    | Maximilian Illmann | Germania  | -     | -     | 4   | 1     | 5     | 8     | 5   | 4     | 576   |
| 7    | Emīls Cipulis      | Lettonia  | 4     | 10    | 8   | -     | 2     | 2     | 8   | -     | 548   |
| 8    | Adam Dobeš         | Rep. Ceca | 1     | 4     | 13  | 15    | 11    | 10    | 13  | -     | 528   |
| 9    | Yann Moulinier     | Svizzera  | 11    | 12    | 15  | 11    | 9     | 12    | 24  | 10    | 486   |
| 10   | Timo Rohner        | Svizzera  | 9     | 6     | 6   | -     | -     | -     | 10  | 7     | 408   |

### Bob a quattro uomini
| Pos. | Pilota             | Nazione       | LIL-1 | LIL-2 | ALT | WIN-1 | WIN-2 | INN-1 | INN-2 | WIN-3 | Punti |
| ---- | ------------------ | ------------- | ----- | ----- | --- | ----- | ----- | ----- | ----- | ----- | ----- |
| 1    | Aleksej Stul'nev   | Russia        | 1     | 1     | 2   | 1     | 1     | 2     | 2     | 4     | 906   |
| 2    | Richard Oelsner    | Germania      | DNS   | 4     | 1   | 3     | 3     | 4     | 4     | 2     | 722   |
| 3    | Cédric Follador    | Svizzera      | 4     | 6     | 6   | 6     | 6     | 5     | 8     | 5     | 712   |
| 4    | Jonas Jannusch     | Germania      | -     | -     | 2   | 5     | 5     | 1     | 5     | DNS   | 506   |
| 5    | Vjačeslav Popov    | Russia        | -     | -     | 4   | 2     | 2     | 8     | 3     | DNS   | 498   |
| 6    | David Baechler     | Francia       | 6     | 8     | 11  | 15    | 15    | 22    | 18    | 9     | 484   |
| 7    | Timo Rohner        | Svizzera      | 2     | 3     | DNS | -     | -     | 9     | 10    | 6     | 448   |
| 8    | Martin Kranz       | Liechtenstein | 7     | 9     | -   | 14    | 14    | 18    | 17    | 10    | 428   |
| 9    | Emīls Cipulis      | Germania      | -     | -     | 5   | 3     | 3     | -     | -     | 1     | 416   |
| 10   | Maximilian Illmann | Germania      | -     | -     | 7   | 7     | 7     | 10    | 9     | DNS   | 400   |

### Combinata uomini
Per il trofeo della combinata maschile vengono presi in considerazione tutti i risultati ottenuti nelle discipline del bob a due e del bob a quattro, a patto che i piloti siano presenti in entrambe le graduatorie delle singole specialità.
| Pos. | Nome pilota        | Nazione  | Punti |
| ---- | ------------------ | -------- | ----- |
| 1    | Richard Oelsner    | Germania | 1644  |
| 2    | Aleksej Stul'nev   | Russia   | 1610  |
| 3    | Cédric Follador    | Svizzera | 1440  |
| 4    | Jonas Jannusch     | Germania | 1100  |
| 5    | Maximilian Illmann | Romania  | 976   |
| 6    | Michael Kuonen     | Svizzera | 960   |
| 7    | Emīls Cipulis      | Lettonia | 912   |
| 8    | Vjačeslav Popov    | Russia   | 869   |
| 9    | Yann Moulinier     | Svizzera | 866   |
| 10   | Timo Rohner        | Svizzera | 856   |